# إلمر شامبرز
إلمر شامبرز (بالإنجليزية: Elmer Chambers)‏ هو عازف جاز أمريكي، ولد في 1897 في بايون في الولايات المتحدة، وتوفي في 1952 في جيرسي سيتي في الولايات المتحدة.

## وصلات خارجية
- إلمر شامبرز على موقع ميوزك برينز (الإنجليزية)
- إلمر شامبرز على موقع أول ميوزيك (الإنجليزية)
- إلمر شامبرز على موقع ديسكوغز (الإنجليزية)